# Salaak
Salaak (también escrito Salakk) es una ficción de cómics de superhéroes, un extraterrestre del planeta Slyggia, y un miembro de la fuerza policial intergaláctica conocida como los Green Lantern Corps, que aparece en DC Comics. Físicamente, tiene la piel de color naranja rosado y cuatro brazos.

## Historial de publicaciones
Salaak aparece por primera vez en Green Lantern # 149 y fue creado por Marv Wolfman y Joe Staton.

## Historia
Un famoso pesimista y solitario, Salaak es una criatura de protocolo y leyes. Green Lantern veterano, ha servido en muchas campañas de Corps a lo largo de los años. Durante la Crisis en Tierras Infinitas, protege varios sectores, pero la experiencia le resulta deprimente. Después de esto, fue a la Tierra en busca de compañía entre sus compañeros Green Lanterns. Sirvió con el contingente de Linternas Verdes asignado a la Tierra y se hizo muy amigo de Ch'p de H'lven. Durante un tiempo, Salaak vivió en el futuro, llenando la identidad de Pol Manning como lo había hecho Hal Jordan antes que él. Mientras que en el futuro, Salaak estaba casado con una mujer humana.
Salaak vuelve al día de hoy para advertir sobre la destrucción del Cuerpo. Era demasiado tarde para detener la ejecución de Sinestro. La batería de energía central en Oa termina destruida, y con ella, el anillo de Salaak se vuelve inoperante. Encuentra transporte a H'lven donde se reúne con Ch'p, uno de los pocos Linternas cuyo anillo aún funcionaba. Salaak permanece en H'lven y actúa como consejero de Ch'p hasta que descubren que los Guardianes han regresado y han reconstruido el Cuerpo. Los dos solicitan el reintegro, pero Ch'p muere en un accidente de tráfico. El Cuerpo es destruido de nuevo cuando Hal Jordan, loco de dolor por la pérdida de amigos, se convierte en la entidad conocida como Parallax. Las actividades de Hal provocaron el apagado de la batería de Oan nuevamente y Salaak, junto con todos los demás Green Lanterns, quedaron impotentes.
Salaak termina capturado, junto con muchos otros Green Lanterns y un Darkstar. Están programados para ser vendidos como esclavos, pero el ex Green Lantern Guy Gardner, con poderes extraídos de un Anillo de Poder, rescata a todo el grupo.

### Promoción
Salaak asiste al servicio conmemorativo de Hal en la Tierra. El Cuerpo, reformado de nuevo, tiene a Salaak como administrador principal y Guardián del Libro de Oa. El libro cuenta las aventuras de múltiples Linternas Verdes a lo largo de la historia del universo.
Sobrevivió a la Guerra de los Sinestro Corps sin heridas importantes y continúa manteniendo su posición como guardián del Libro de Oa. En algunos casos, los Guardianes lo mantienen fuera del circuito, quienes se negaron a decirle sus planes para crear las Linternas Alfa. Se le ve discutiendo con Guy Gardner sobre un bar que desea abrir. Salaak lo desaprueba rápidamente, lo que lleva a Guy a usar su anillo para hacer una versión miniaturizada de Salaak burlándose de él por "salir con enanos".
Salaak aparece en Crisis final # 5 como parte del juicio de Hal Jordan.
Durante la Noche más Negra, Oa es asediada por el Cuerpo de Linternas Negras. Con los Guardianes desaparecidos, Salaak toma el mando del Green Lantern Corps como Clarissi y, por lo tanto, el siguiente en sucesión después de los Guardianes, evitando el intento de Alpha Lanterns de tomar el control. Como su primera decisión de mando, Salaak decreta que todos los anillos de Linterna caídos se envíen a Mogo, para no poner en peligro a ningún nuevo recluta.
Después de la Guerra de los Linternas Verdes, Salaak aceptó las órdenes de los Guardianes de preparar un espacio para Krona en el salón conmemorativo de los Linternas Verdes a pesar de la ira de los otros miembros del Cuerpo por tal decisión, a pesar de que Salaak afirmó que los Guardianes quieren recordar la bien que Krona hizo al ayudar a fundar el Cuerpo en lugar del mal que cometió más tarde, con los otros miembros del Cuerpo que lo denunciaron por su lealtad ciega.
Cuando Kyle Rayner se convierte brevemente en un imán de anillo, Salaak intenta quitar el anillo de Green Lantern de Kyle por orden de los Guardianes. El anillo de Kyle se resiste al intento de remoción de Salaak mientras Kyle protesta por la decisión y lo que le hicieron a Ganthet. Más tarde, Salaak asigna al Green Lantern B'dg para encontrar a Hal Jordan en la Tierra y descubre que los anillos verdes se están retrasando bajo la autorización de los Guardianes, a los que también informa en secreto a Kilowog de estos eventos. Preocupado por los acontecimientos recientes, Salaak comienza a espiar a los Guardianes y se entera de sus planes para el Tercer Ejército. Posteriormente es capturado y encerrado a pesar de sus protestas de que sus planes están equivocados. Después de que Sinestro mata a los Guardianes sin emociones, Salaak es liberado de su encarcelamiento por Kilowog y Guy Gardner, quienes le explican los eventos relacionados con el villano First Lantern. Más tarde, Salaak ayuda a Guy a buscar a su antiguo archienemigo, Xar. Guy mata a Xar en la Tierra.
Como ocurre con la mayoría de las Linternas, Salaak se pierde en el universo moribundo que sigue a este. Tiene la suerte de ser uno de los pocos Linternas en el próspero y viviente mundo de los Linternas Mogo, que se ha convertido en un centro de actividad en lo que queda de dicho universo.
El Cuerpo ha regresado, dañado y con muchas bajas, a su lugar y tiempo apropiados. Salaak ha regresado al servicio activo, como ayudar contra la amenaza del lavado de cerebro Starro.

## Otras versiones
- Salaak, junto con los Green Lanterns Brik y Ash perecieron en un cruce de Green Lantern con el cómic de Dark Horse Aliens. Sin embargo, como los cruces entre empresas no se consideran canónicos, esto se ignoró.
- Salaak aparece en LICD web cómic.
- En un universo alternativo gobernado por versiones malvadas de los héroes 'planetarios', Salaak es uno de los muchos Linternas Verdes muertas que se exhiben en la sede planetaria.
- En turco, la palabra "salak" significa "idiota", aunque esto seguramente no sea intencional por parte del escritor.
- La cabeza de Salaak fue rediseñada en 2005 para que sus ojos estuvieran en la parte baja de su cabeza en lugar del centro.

## En otros medios

### Televisión
- Realizó un pequeño cameo en la serie animada Liga de la Justicia.
- Salaak reaparece en el episodio "The Return" de Liga de la Justicia Ilimitada, entre varios otros Lanterns, que buscaron destruir a Amazo por aparentemente destruir a Oa.
- Una versión animada de Salaak apareció en el episodio de Duck Dodgers, "The Green Loontern".
- Salaak aparece en Batman: The Brave and the Bold. Hizo un cameo junto a Ch'p en "El día del caballero oscuro" y "Los ojos de Despero".
- También aparece en Linterna Verde: La Serie Animada, con la voz de Tom Kenny. Se enojó, junto con Hal Jordan y Kilowog, cuando descubrieron que los Guardianes habían ocultado al Cuerpo las otras muertes de Linternas fronterizas. Más tarde defiende a los Guardianes cuando Atrocitus y Zilius Zox se infiltran en Oa. Es capaz de desviar el ataque de Zox, pero es derrotado cuando Atrocitus lo ataca por detrás. Con la fuerza que le quedaba, abrió la cúpula de la cámara de los Guardianes para permitirle a Hal derrotar a Atrocitus. En el final de temporada, se ve a Salaak coordinando el Cuerpo contra el Aya Monitor.

### Película

#### Acción en vivo
Salaak hace un cameo en la película de acción real Green Lantern (2011).

#### Animación
- Salaak aparece como un personaje de fondo en Green Lantern: First Flight.
- Salaak aparece en Green Lantern: Emerald Knights, con la voz de Peter Jessop.
- Salaak hace una breve aparición en Justice League vs. the Fatal Five, con la voz nuevamente de Tom Kenny.
- Salaak hace un cameo en Justice League Dark: Apokolips War. Se le ve luchando contra las fuerzas de Darkseid, pero muere en batalla junto con los otros Linternas.

### Varios
Salaak aparece en el cómic digital de la temporada 11 de Smallville basado en la serie de televisión.